# Luigino Tessaro
Luigino Tessaro (Arcole, 1º marzo 1923 – ...) è stato un calciatore italiano, di ruolo centrocampista.

## Carriera
Debutta in Serie B con il Verona nel 1946-1947, disputando sette campionati cadetti con gli scaligeri per un totale di 147 presenze e 24 reti.